# Spelaeodiscus obodensis
Spelaeodiscus obodensis is een slakkensoort uit de familie van de Strobilopsidae. De wetenschappelijke naam van de soort is voor het eerst geldig gepubliceerd in 1965 door Bole.